# Campionat d'Europa de Ral·lis
El Campionat d'Europa de Ral·lis (en anglès: European Rally Championship, abreujat ERC) és la màxima competició de ral·li a escala europea i està organitzada per la Federació Internacional d'Automobilisme.
Aquest campionat s'organitza per diferents països del continent i alterna les superfícies d'aquests entre asfalt, terra i neu.
S'organitza des de 1953 i és el primer i més antic campionat supranacional de ral·lis. L'any 2013 es va fusionar amb el Intercontinental Rally Challenge.
Els pilots amb més títols són Sobiesław Zasada, Luca Rossetti i Kajetan Kajetanowicz amb tres títols cadascú, mentre que per països, els pilots italians són els que sumen un nombre més gran de títols amb 23.
El neozelandès Hayden Paddon és l'únic pilot de nacionalitat no europea en alçar-se amb el títol continental, aconseguint guanyar aquest títol l'any 2023 i el 2024. Val a dir però que el doble campió de nacionalitat francesa Simon Jean-Joseph, campió els anys 2004 i 2007, és nascut a l'illa caribenya de Martinica.

## Calendari 2024
| # | Data                       | Ral·li                       | Superfície |
| - | -------------------------- | ---------------------------- | ---------- |
| 1 | 12-14 d'abril              | Ral·li d'Hongria             | Terra      |
| 2 | 2-4 de maig                | Ral·li de les Illes Canàries | Asfalt     |
| 3 | 13-15 de juny              | Royal Ral·li d'Escandinàvia  | Terra      |
| 4 | 5-7 de juliol              | Ral·li d'Estònia             | Terra      |
| 5 | 26-28 de juliol            | Ral·li de Roma Capitale      | Asfalt     |
| 6 | 16-18 d'agost              | Ral·li de Zlín               | Asfalt     |
| 7 | 30 d'agost - 1 de setembre | Ral·li Ceredigion            | Asfalt     |
| 8 | 11-13 d'octubre            | Ral·li de Polònia            | Asfalt     |

## Campions
A 22 d'agost de 2023
| Any  | Any  | Pilot                | Cotxe                                                   |
| ---- | ---- | -------------------- | ------------------------------------------------------- |
| 1953 | 1953 | Helmut Polensky      | Porsche 356 Coupé / Fiat 1100                           |
| 1954 | 1954 | Walter Schlüter      | DKW 1000                                                |
| 1955 | 1955 | Werner Engel         | Mercedes-Benz 300 SL                                    |
| 1956 | 1956 | Walter Schock        | Mercedes-Benz W180 / MercedesBenz 300 SL                |
| 1957 | 1957 | Ruprecht Hopfen      | Saab 93                                                 |
| 1958 | 1958 | Gunnar Andersson     | Volvo PV444 / Volvo PV544                               |
| 1959 | 1959 | Paul Coltelloni      | Alfa Romeo / Citroën ID 19                              |
| 1960 | 1960 | Walter Schock        | Mercedes-Benz 220 SE                                    |
| 1961 | 1961 | Hans-Joachim Walter  | Porsche 356 Carrera Coupé                               |
| 1962 | 1962 | Eugen Böhringer      | Mercedes-Benz 220 SE                                    |
| 1963 | 1963 | Gunnar Andersson     | Volvo 122 / Volvo PV544                                 |
| 1964 | 1964 | Tom Trana            | Volvo PV544 S                                           |
| 1965 | 1965 | Rauno Aaltonen       | BMC Mini Cooper S                                       |
| 1966 | G1   | Lillebror Nasenius   | Opel Rekord                                             |
| 1966 | G2   | Sobieslaw Zasada     | BMC Mini Cooper S / Fiat 500                            |
| 1966 | G3   | Günter Klass         | Porsche 911                                             |
| 1967 | G1   | Sobieslaw Zasada     | Porsche 911 / Porsche 912                               |
| 1967 | G2   | Bengt Söderström     | Lotus Cortina                                           |
| 1967 | G3   | Vic Elford           | Porsche 911 S                                           |
| 1968 | 1968 | Pauli Toivonen       | Porsche 911 T                                           |
| 1963 | 1963 | Harry Källström      | Lancia Fulvia Coupé 1.3 HF / Lancia Fulvia Coupé 1.6 HF |
| 1970 | 1970 | Jean-Claude Andruet  | Alpine A110 1600                                        |
| 1971 | 1971 | Sobieslaw Zasada     | BMW 2002 TI                                             |
| 1972 | 1972 | Raffaele Pinto       | Fiat 124 Sport Spyder                                   |
| 1973 | 1973 | Sandro Munari        | Lancia Fulvia Coupé 1.6 HF                              |
| 1974 | 1974 | Walter Röhrl         | Opel Ascona A                                           |
| 1975 | 1975 | Maurizio Verini      | Fiat 124 Abarth Rallye                                  |
| 1976 | 1976 | Bernard Darniche     | Lancia Stratos HF                                       |
| 1977 | 1977 | Bernard Darniche     | Lancia Stratos HF                                       |
| 1978 | 1978 | Tony Carello         | Lancia Stratos HF                                       |
| 1979 | 1979 | Jochi Kleint         | Opel Ascona / Opel Kadett GT/E                          |
| 1980 | 1980 | Antoni Zanini        | Porsche 911 SC / Ford Escort RS1800                     |
| 1981 | 1981 | Adartico Vudafieri   | Fiat 131 Abarth                                         |
| 1982 | 1982 | Antonio Fassina      | Opel Ascona 400                                         |
| 1983 | 1983 | Miki Biasion         | Lancia Rally 037                                        |
| 1984 | 1984 | Carlo Capone         | Lancia Rally 037                                        |
| 1985 | 1985 | Dario Cerrato        | Lancia Rally 037                                        |
| 1986 | 1986 | Fabrizio Tabaton     | Lancia Delta S4                                         |
| 1987 | 1987 | Dario Cerrato        | Lancia Delta HF 4WD                                     |
| 1988 | 1988 | Fabrizio Tabaton     | Lancia Delta HF 4WD / Lancia Delta Integrale            |
| 1989 | 1989 | Yves Loubet          | Lancia Delta Integrale                                  |
| 1990 | 1990 | Robert Droogmans     | Lancia Delta Integrale 16V                              |
| 1991 | 1991 | Piero Liatti         | Lancia Delta Integrale 16V                              |
| 1992 | 1992 | Erwin Weber          | Mitsubishi Galant VR-4                                  |
| 1993 | 1993 | Pierre-César Baroni  | Lancia Delta HF Integrale / Ford Escort RS Cosworth     |
| 1994 | 1994 | Patrick Snijers      | Ford Escort RS Cosworth                                 |
| 1995 | 1995 | Enrico Bertone       | Toyota Celica Turbo 4WD                                 |
| 1996 | 1996 | Armin Schwarz        | Toyota Celica GT-Four                                   |
| 1997 | 1997 | Krzysztof Holowczyc  | Subaru Impreza 555                                      |
| 1998 | 1998 | Andrea Navarra       | Subaru Impreza 555                                      |
| 1999 | 1999 | Enrico Bertone       | Renault Mégane Maxi                                     |
| 2000 | 2000 | Henrik Lundgaard     | Toyota Corolla WRC                                      |
| 2001 | 2001 | Armin Kremer         | Toyota Corolla WRC                                      |
| 2002 | 2002 | Renato Travaglia     | Peugeot 206 WRC                                         |
| 2003 | 2003 | Bruno Thiry          | Peugeot 206 WRC                                         |
| 2004 | 2004 | Simon Jean-Joseph    | Renault Clio S1600                                      |
| 2005 | 2005 | Renato Travaglia     | Mitsubishi Lancer Evolution VII / Renault Clio S1600    |
| 2006 | 2006 | Giandomenico Basso   | Fiat Punto Abarth S2000                                 |
| 2007 | 2007 | Simon Jean-Joseph    | Citroën C2 S1600 / Citroën C2 R2                        |
| 2008 | 2008 | Luca Rossetti        | Peugeot 207 S2000                                       |
| 2009 | 2009 | Giandomenico Basso   | Abarth Grande Punto S2000                               |
| 2010 | 2010 | Luca Rossetti        | Abarth Grande Punto S2000                               |
| 2011 | 2011 | Luca Rossetti        | Abarth Grande Punto S2000                               |
| 2012 | 2012 | Juho Hänninen        | Škoda Fabia S2000                                       |
| 2013 | 2013 | Jan Kopecký          | Škoda Fabia S2000                                       |
| 2014 | 2014 | Esapekka Lappi       | Škoda Fabia S2000                                       |
| 2015 | 2015 | Kajetan Kajetanowicz | Ford Fiesta R5                                          |
| 2016 | 2016 | Kajetan Kajetanowicz | Ford Fiesta R5                                          |
| 2017 | 2017 | Kajetan Kajetanowicz | Ford Fiesta R5                                          |
| 2018 | 2018 | Aleksei Lukianiuk    | Ford Fiesta R5                                          |
| 2019 | 2019 | Chris Ingram         | Škoda Fabia R5                                          |
| 2020 | 2020 | Aleksei Lukianiuk    | Citroën C3 R5                                           |
| 2021 | 2021 | Andreas Mikkelsen    | Škoda Fabia Rally2 evo                                  |
| 2022 | 2022 | Efrén Llarena        | Škoda Fabia Rally2 evo                                  |
| 2023 | 2023 | Hayden Paddon        | Hyundai I20N Rally2                                     |
| 2024 | 2024 | Hayden Paddon        | Hyundai I20N Rally2                                     |